# Plasma (KDE)
Pour les articles homonymes, voir Plasma.
Plasma ou KDE Plasma (auparavant KDE) est un environnement de bureau développé par KDE. Actuellement, trois versions différentes de Plasma sont en développement :
- Plasma, destiné aux ordinateurs de bureau et portables ;
- Plasma Mobile pour les smartphones ;
- Plasma Bigscreen actuellement en développement[2] pour les téléviseurs connectés.

Le mardi 15 juillet 2014 est sorti KDE Plasma 5, basé sur les nouvelles bibliothèques de programmation, KDE Framework 5.
Le logiciel est dans le Socle interministériel de logiciels libres, catalogue de référence de logiciels libres recommandés pour l'ensemble de l'administration française.
Le 28 février 2024, la communauté KDE publie Plasma 6, dans une « méga-publication » regroupant également les bibliothèques et applications KDE.

## Plasma Mobile
Plasma Mobile est une version orientée téléphone intelligent mobile de KDE Plasma. Il est le bureau par défaut sur les PinePhone et PinePhone Pro de Pine64.

## Architecture et développement
Plasma se base sur le framework Qt. Il est composé de 2 composantes développés pour le bureau :
- KWin, un gestionnaire de fenêtres qui gère l'affichage et le comportement des fenêtres ainsi que les vues multitâches[7] ;
- plasmashell, un shell graphique qui affiche le fond d'écran, la barre des tâches et autres panneaux du bureau. Il est dérivé en plusieurs variantes pour les différentes plateformes (Desktop, Mobile, etc.).

Il est à noter qu'elles sont indépendantes. Un autre environnement de bureau peut utiliser KWin et inversement, plasmashell peut utiliser un autre gestionnaire de fenêtres (exemple : i3 et plasmashell).
L'édition desktop et mobile de Plasma permet l'utilisation de widgets aussi appelés Plasmoide (référence directe à plasmoïde).